# Panie Waldku, Pan się nie boi czyli lewy czerwcowy
Panie Waldku, Pan się nie boi czyli lewy czerwcowy – singel grupy Kult nagrany w okresie styczeń-marzec 1998, w warszawskim Studiu Hard Record. Został wydany w marcu 1998. Numer katalogowy: SP MAX 09-98.

## Utwór
Piosenka „Panie Waldku, Pan się nie boi, czyli lewy czerwcowy” (znana również pod tytułem „Lewy czerwcowy”) nawiązuje do upadku rządu Jana Olszewskiego 4 czerwca 1992 roku, zaś tytułowym Waldkiem jest ówczesny premier Waldemar Pawlak, który objął władzę następnego dnia. Tytuł utworu został zaczerpnięty z książki Lewy czerwcowy Jacka Kurskiego i Piotra Semki, poświęconej upadkowi rządu Jana Olszewskiego w 1992 roku.
Autorem tekstu piosenki jest Kazik Staszewski, który refren napisał w oparciu o film Nocna zmiana Jacka Kurskiego i Michała Balcerzaka. Jest to pierwszy utwór o tematyce politycznej, którą Staszewski wykonał z Kultem, a nie w twórczości solowej. Do negocjacji pod odsłoną nocy odnoszą się wersy: Słońce pada oknem na nasze głowy / W tej poranek piękny czerwcowy. Pojawiająca się w tekście utworu książka dziecięca Jak Wojtek został strażakiem została powiązana z premierem Waldemarem Pawlakiem.
Do tekstu powstała kompozycja autorstwa Krzysztofa „Banana” Banasika, jednak na płycie utwór widnieje jako kompozycja zbiorowa. W nagraniu singla wzięli udział: Kazik Staszewski (śpiew), Krzysztof „Banan” Banasik (gitara, waltornia), Janusz Grudziński (gitara, instrumenty klawiszowe), Ireneusz Wereński (gitara basowa), Janusz Zdunek (trąbka), Andrzej Szymańczak (perkusja). „Panie Waldku, Pan się nie boi czyli lewy czerwcowy” była pierwszą piosenką Kultu, w której pojawia się trąbka. Utwór trafił na album Ostateczny krach systemu korporacji, z miejsca stając się przebojem. Przez 25 tygodni utrzymywała się na Liście przebojów Programu Trzeciego.
Na singlu „Dziewczyna bez zęba na przedzie” znalazł się utwór „Panie Waldku, Pan się nie boi, to tylko Lewy Czerwcowy z próby”.
Według członków Kultu, w 2012 roku Sojusz Lewicy Demokratycznej i Polskie Stronnictwo Ludowe próbowało zablokować wykonanie piosenki podczas Krajowego Festiwalu Piosenki Polskiej w Opolu. W wyniku sporu nieomal doszło do odwołania koncertu. Sam zespół podpisał umowę z organizatorami festiwalu tuż przed wystąpieniem, a „Lewy czerwcowy” został wykonany.
Fraza Panie Waldku, Pan się nie boi weszła do mowy potocznej, sam utwór był wielokrotnie coverowany.

## Lista utworów
1. „Panie Waldku, Pan się nie boi”[1]
2. „Lewy czerwcowy”[1]
3. „Panie Waldku, Pan się nie boi – odwrócony miks”[1]
4. „Panie Waldku, Pan się nie boi – miks bez basu charczący za to”[1]
5. „Panie Waldku – Rewoxsmiks zalecany przez psychiatrów na całym świecie, przedawkowanie grozi objawami nieznanymi medycynie”[1]
6. „Pan się nie boi – analog miks zalecany członkom zwyczajnym kompanii frontowych PSL”[1]
7. „Ja wiem to – pierwszy miks kiedy to tak wiele było przed nami”[1]
8. „I Know This”[1]

## Teledysk
Teledysk do tej piosenki jest przeplatanką scen z filmu Jacka Kurskiego Nocna Zmiana oraz inspirowanych nim scen z udziałem zespołu i ówczesnego dziennikarza „Gazety Wyborczej” Aleksa Kłosia. Teledysk stanowi satyrę z powagi przebiegu spotkania w nocy z 4 na 5 czerwca. Muzycy maszerują po sejmowych korytarzach (będących faktycznie korytarzami budynku Polskiego Radia przy ul. Malczewskiego w Warszawie), nie mając na sobie spodni, podczas posiedzenia przy stole dłubią w nosie oraz mają pod ręką czasopisma pornograficzne. Na nagraniu Kazik Staszewski parodiuje Waldemara Pawlaka. Pod koniec teledysku pojawiają się napisy końcowe, krytykujące polityków w ogóle. Reżyserem i scenarzystą teledysku jest Kazik Staszewski. Według relacji Kazika Staszewskiego ten miał otrzymać bezpłatną licencję na wykorzystanie fragmentów Nocnej zmiany od Jacka Kurskiego, który w ten sposób rozliczył się za dystrybucję pirackich kaset Kultu w młodości.